# Palpita annulifer
Palpita annulifer es una especie de polillas perteneciente a la familia Crambidae descrita por H. Inoue en 1996. 
Se encuentra en Tailandia, Taiwán, India, Indonesia (Sumatra, Java, Borneo) y Filipinas.